# کیرچ‌تاشی (بتلیس)
کیرچ‌تاشی (به ترکی استانبولی: Kireçtaşı) (به کردی: Perxend) یک منطقهٔ مسکونی در ترکیه است که در بیتلیس واقع شده‌است. کیرچ‌تاشی ۱٬۱۹۲ نفر جمعیت دارد.